# Eric III di Danimarca
Eric III di Danimarca, detto anche Eric Lam o Sprog, cioè il Mite (1100/1105 – Odense, 27 agosto 1146), fu re di Danimarca dal 1137 al 1146, anno in cui abdicò e morì.
Sovrano inetto, alla sua morte scoppiò una guerra civile durata dieci anni, conclusasi nel 1152 con la convocazione davanti al tribunale dell'imperatore Federico I Hohenstaufen, il Barbarossa, dei due pretendenti al trono: Swen e Canuto. Swen venne designato re.
Per consolidare il proprio potere, Swen fece uccidere Canuto da sicari. Ma ben presto si scontrò con un nuovo avversario, Valdemaro figlio di Lavard, e venne a sua volta ucciso.
Eric III fu l'unico monarca della storia danese ad aver abdicato fino a Margherita II, che rinunciò al trono il 14 gennaio 2024.

## Famiglia e figli
Sposò Liutgarda di Stade, figlia di Rodolfo I della marca del Nord. Le trattative furono condotte dal fratello Arduico. Essi non ebbero figli.